# Clas Eriksson
Clas Magnus Eriksson, född 20 februari 1973 i Karlstad, Värmland, är en svensk före detta ishockeyspelare och ishockeytränare. Clas Eriksson spelade i Färjestads BK mellan åren 1990 och 2004 då emellertid en ryggskada satte stopp på karriären. Han var med och vann SM-guld för Färjestad BK 1997, 1998 samt 2002 och han har även representerat Tre Kronor vid fem tillfällen. Han är far till ishockeyspelarna Joel och Olle Eriksson Ek.
Eriksson började spela ishockey i Färjestad BK vid sex års ålder och debuterade säsongen 1990/1991 i dåvarande Elitserien. Påföljande säsong, 1991/1992, spelade han i Grums IK i dåvarande andraserien division 1 och noterades för 44 poäng på 33 spelade matcher. Han fick sitt genombrott under SM-slutspelet 1997 med Färjestad BK, då han producerade 9 poäng (varav 8 mål) på 14 spelade matcher. Säsongen 1997/1998 utnämndes han till lagkapten i Färjestad BK. I februari 2002 skrev han på ett treårskontrakt med Färjestad BK. Säsongen 2003/2004 spelade han endast 28 matcher och tvingades att avsluta sin aktiva spelarkarriär med anledning av en ryggskada, vilket offentliggjordes i februari 2004.
2006 var han tillbaka i Färjestads BK, då som assisterande tränare. Eriksson skrev på ett kontrakt för Timrå IK som assisterande coach inför säsongen 2010/2011 men fick lämna laget i december 2011 tillsammans med huvudtränaren Per-Erik Johnsson efter svaga resultat. 2013 var han återigen tillbaka i Färjestads organisation som assisterande tränare efter att Andreas Johansson fått sparken. Han var även anställd som fystränare i Färjestad BK. Efter säsongen 2017/2018 avslutade han sin anställning på Färjestad BK.
Han arbetar som skiftledare på Stora Enso i Skoghall.